# ورزشگاه المریخ
ورزشگاه المریخ (به عربی: ملعب المریخ) یک ورزشگاه در سودان است که در ام درمان واقع شده‌است.